# Venus Awards 2017
Die Venus Awards 2017 fanden am 12. Oktober 2017 in Berlin statt. Als Veranstaltungsort diente das Marshall-Haus auf dem Messegelände. Die Moderation übernahmen Niels Ruf und Pornodarstellerin Paula Rowe. Vorher hatte Mia Julia, die eigentlich als Co-Moderatorin vorgesehen war, abgesagt, da sie nicht mit Ruf, den sie als „absolut respektlos“ bezeichnete, zusammenarbeiten wollte.

## Preisträger
- Beste Online-VoD-Plattform: Beate Uhse Movie
- Beste VR-Seite: RealityLovers.com
- Beste Serie: Erotic Lounge Edition
- Bestes internationales Label: Private
- Best Manufacturer 2017: Mystim
- Jury-Award Best Network of Paysites: PornDoe Premium
- Jury-Award Best VR-Actor: Patty Michova
- Jury-Award Beste deutsche Produktion soft/hard: Sexpension Hüttenzauber
- Jury-Award Most Innovative Influencer-Platform: FANCentro
- Bestes Domina-Studio Deutschland: Domina Studio & VIP Lounge Elegance
- Best BDSM Production: Badtime Stories, Smorlow
- Best Newcomer Pornofilm-Produktion: Mariska X
- Bester Kameramann: Ronny Rosetti
- Bestes Domina-Studio Europa: Casa Casal
- Bester Darsteller: Jason Steel
- Bester Senior-Darsteller: Big George
- Beste MILF: Dirty Tina
- Bestes Webcamgirl: RoxxyX
- Beste Darstellerin: Anny Aurora
- Beste Darstellerin Europa: Lena Nitro
- Beste Darstellerin International: Texas Patti